# Émile Théodore Frandsen
 (décembre 2014).
Pour les articles homonymes, voir Frandsen.
Émile Théodore Frandsen, né le 14 juin 1902 à Hénin-Liétard et mort le 11 avril 1969 à Valbonne, est un peintre franco-danois. Il a suivi un parcours artistique loin des standards de son époque.

## Biographie
Entre les deux guerres, il séjourne à Montparnasse à Paris dans l'immeuble qui abrite l'atelier du peintre Fautrier et la société d'Helena Rubinstein.

### 1902-1925
Emile Théodore Frandsen de Schomberg naît le 14 juin 1902 à Hénin-Liétard (Pas-de-Calais), dans une famille franco-danoise. Quelques années plus tard, la famille s’installe à Paris. Son père y exerce la profession d’agent d’assurances.

### 1926-1938
Il dirige un cabinet d’assurances à Hénin-Liétard et se marie. De cette union naissent trois enfants. Il partage sa vie entre sa famille, ses activités d’agent d’assurances et son atelier de peintre à Montparnasse. Il y retrouve ses amis rencontrés aux Beaux-Arts. C’est la période heureuse de sa vie, pendant laquelle il jette les bases de sa recherche artistique.

### 1939-1946
Il est appelé sous les drapeaux.
Durant la Seconde Guerre mondiale, il rejoint la résistance dans le réseau « La Voix du Nord » et séjourne au château de Coisne à la Bassée.
Au milieu des bombardements, il dira : « Nous avions entassé des cadavres sans pouvoir rien faire. En face de ce charnier aussi haut que moi, nos valeurs avaient fait faillite… Il ne restait plus que l’Art…. »
Il rejoint la zone libre, séjourne à  La Bassée, où il s’engage dans le réseau du lieutenant-colonel Bouchery, chef du mouvement de résistance « Voix du Nord ». Le colonel Bouchery est arrêté, torturé et exécuté par les nazis. Son portrait figure dans la collection du peintre.
Cette période intense où les moments d’exaltation alternent avec la peur et l’héroïsme, constitue un tournant décisif dans son inspiration créatrice.
Son rapport à la peinture est passionnel et l’art devient un culte.

### 1947-1969
Après guerre, il s'installe dans le village de Valbonne où la municipalité met à sa disposition la salle Saint-Bernardin qui devient un lieu de rencontres et d'exposition.
À la recherche d’une lumière, il fuit vers le Sud. Il fonde une approche philosophique de la création artistique, le « Tensisme », qu’il définit ainsi : 
« Système de proposition pour parvenir à la connaissance précise d’un monde qui nous échappe et constitue une psychologie introspective d’un MOI exceptionnel et non prenable, celui de l’artiste ».
1948 est une année douloureuse, un de ses fils meurt accidentellement. Il peindra la détresse d’un père :  « La mort du petit masque ».
Il s’installe  dans un village avec sa compagne et leur fils, qu’il éduque selon les principes de Rousseau, au milieu de la nature.
Là, il y retrouve le calme, et expose régulièrement à la chapelle des Pénitents Noirs (salle Saint-Bernardin).
Le dimanche après-midi, il y rencontre ses admirateurs. Il expose au Palais des festivals de Cannes. Il se fait connaître au Danemark.
Il se heurte aux courants de l’époque, refuse la commercialisation de ses toiles. Sa conception de l’art, son style, l’éloignent de précieuses relations. Marginalisé, il préfère le secret dans l’attente d’une reconnaissance artistique. Malheureusement, sa compagne, qu’il avait chargée de défendre son œuvre, décède à l’âge de 66 ans. Son atelier reste son refuge.
En 1954, il représente les peintres danois, lors de la visite du Prince Knud au Palais des Festivals de Cannes.
Quelques années plus tard Eric Clapton croise son destin. Son tableau La Fille au bouquet illustre l'album Layla and Other Assorted Love Songs.
Un site Web documenté présente 150 peintures, sculptures où l'on se plonge dans l'univers du peintre.
Il meurt le 11 avril 1969 à Valbonne.
Il n’a pas le temps d’organiser sa succession qui est dispersée. Il laisse une œuvre de 500 toiles, des sculptures, des céramiques, un recueil de poèmes et un essai sur le Tensisme.
Son œuvre se compose principalement de portraits, d’autoportraits, de natures mortes, de compositions qui surprennent ou même dérangent le spectateur, en le faisant pénétrer dans l’univers imaginaire et visionnaire du peintre. Les femmes sont envoûtantes, sublimant la beauté, la souffrance, la cruauté et l’espoir.

## Expositions
- 1937 : Salon d'automne
- 1950-54 : Chapelle des Pénitents noirs  - Valbonne (06)
- Palais des festivals de Cannes
- 2006-2007-2008-2009 Salon des indépendants Paris
- Exposition rétrospective à la galerie Loumani à Valbonne en 2007
- Exposition Biot 2021
- Exposition Valbonne 2023
- 2024 : Le 22 mars, exposition et vente du tableau "La Fille au bouquet "  qui a illustré le disque Layla Derek and the dominos d'Eric Clapton, chez Christie's à Londres. Cette oeuvre s'est vendue 33 fois le montant de son estimation.

## Illustration
- Layla and Other Assorted Love Songs, l’album d’Eric Clapton

### Presse
- Trait d’union
- Tourisme 53
- Alt for Damern
- Jamanak